# Carl-Duisberg-Gymnasium
Das Carl-Duisberg-Gymnasium (Kurzbezeichnung: CDG) ist eine der ältesten weiterführenden Schulen im heutigen Wuppertal. Von 1861 bis 1978 hatte sie ihren Standort am Wupperfeld; dann zog sie in das neue Schulzentrum Ost im Stadtteil Wichlinghausen um. Die beiden ehemaligen Schulbauten an der Stern- und der Diesterwegstraße stehen inzwischen unter Denkmalschutz.
Neben dem Carl-Duisberg-Gymnasium in Wuppertal gab es auch ein gleichnamiges Gymnasium in Leverkusen (Kurzbezeichnung abweichend: CD-Gymnasium), welches aber am 11. Juli 1992 aus schulpolitischen Gründen geschlossen wurde.

## Geschichte

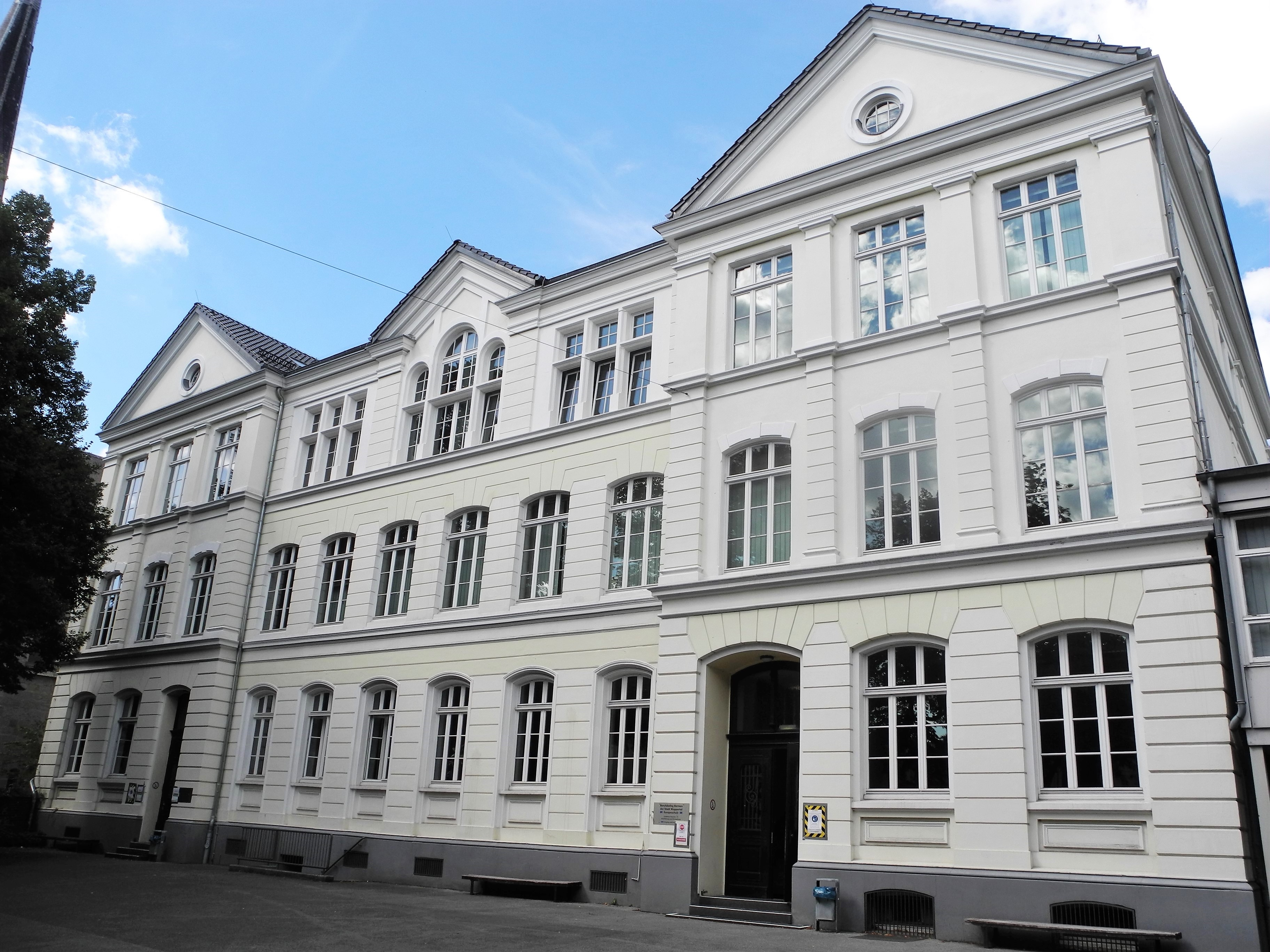
Erstes Schulgebäude (1861), in der Sternstraße 75

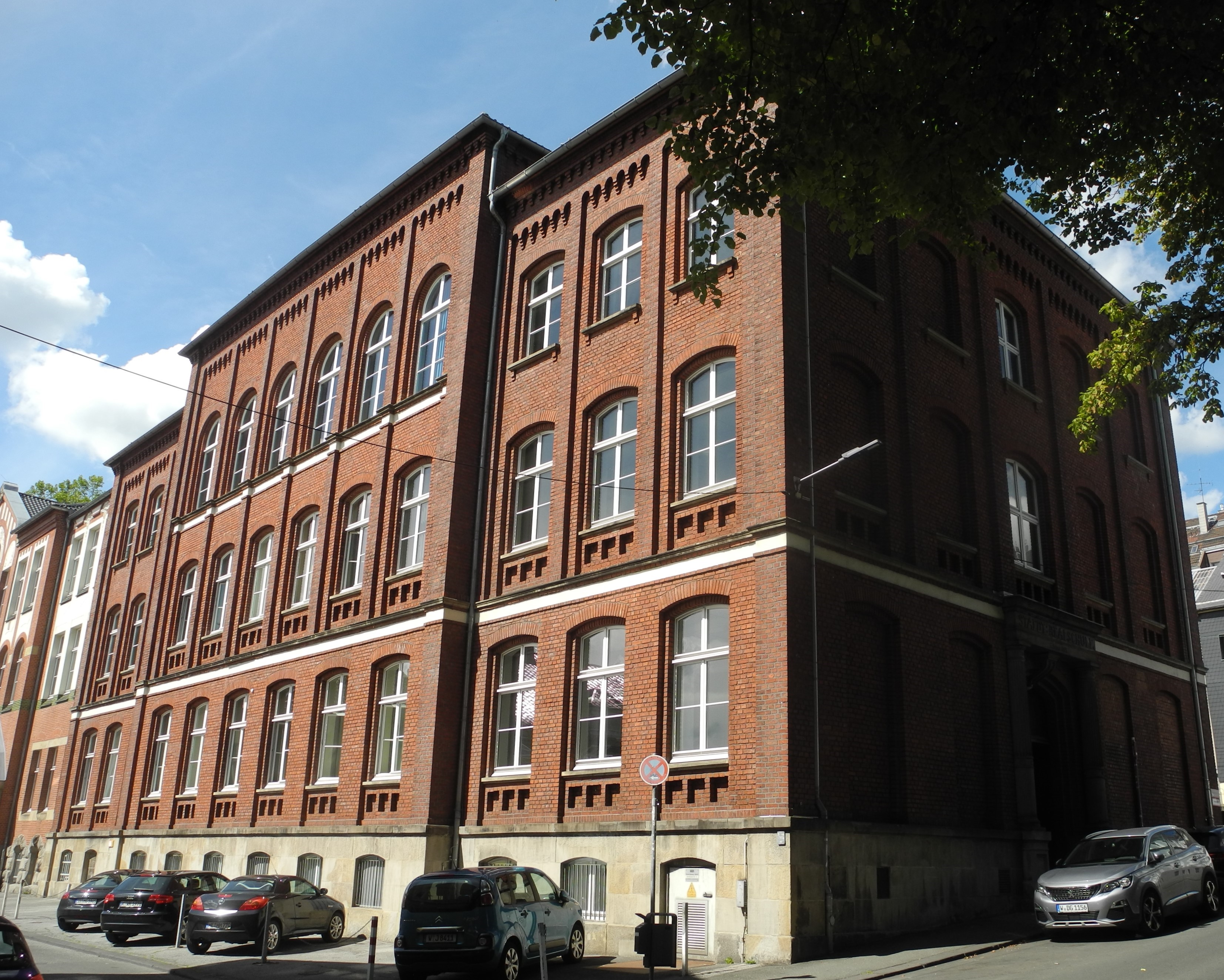
Zweites Schulgebäude (1873), in der Diesterwegstraße 3

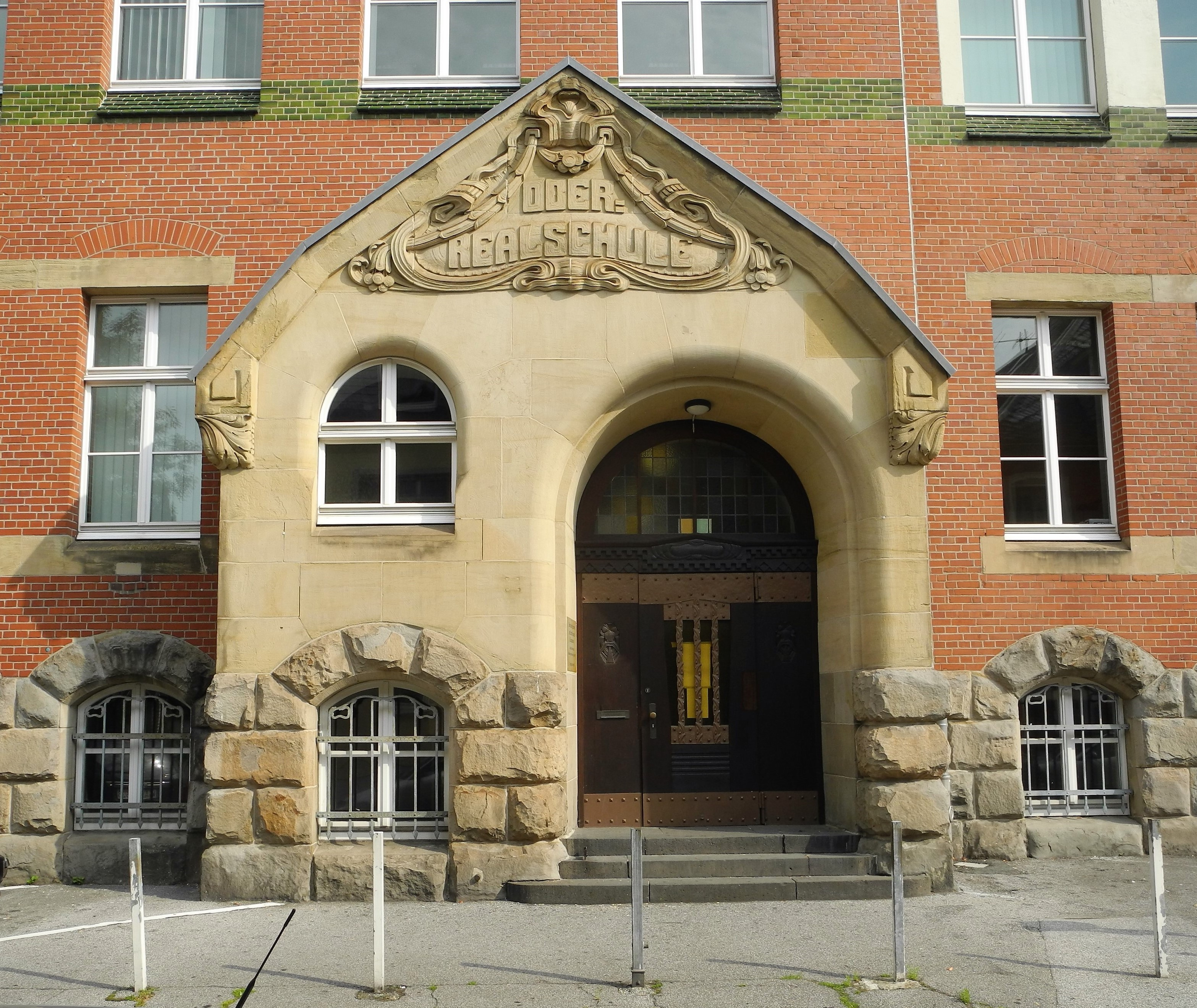
Portal des Erweiterungsbaus (1907) in der Diesterwegstraße, in der Giebelkartusche die Bezeichnung Oberrealschule

Die Gründung erfolgte 1861 als Barmen-Wupperfelder Filial-Realschule; diese stand in weitläufiger Nachfolge der seit 1579 existierenden Amtsschule auf der Gemarke. Die stark expandierende Industriestadt Barmen hatte zu diesem Zeitpunkt laut Volkszählung nahezu 50.000 Einwohner. Das erste Schulgebäude lag an der östlichen Sternstraße; erster Rektor (bis 1888) war Adolf Burmester, Vater des Malers Georg Burmester.
1867 wurde das CDG zur Höheren Bürgerschule zu Barmen-Wupperfeld und drei Jahre später zur Realschule 2. Ordnung – dies bedeutete, dass Latein keine Pflichtsprache war – aufgewertet. 1873 erfolgte der Umzug auf die „andere Seite der kurz zuvor errichteten Immanuelskirche“, in die Diesterwegstraße. Im März 1876 legte der erste Schülerjahrgang dort die Reifeprüfung ab; dazu zählte auch der spätere Namensgeber (Friedrich) Carl Duisberg. 1893 wurde sie als Oberrealschule für Knaben mit mathematisch-naturwissenschaftlichem Schwerpunkt anerkannt und fortan als naturwissenschaftlich-mathematische Oberrealschule bezeichnet. Das Gebäude wurde dort 1906/07 erweitert.
Die Namensänderung zu Carl-Duisberg-Oberrealschule erfolgte auf eigene Initiative im Februar 1936 – der Schulhomepage zufolge, um „Schlimmeres [zu] verhüten“. Nach der kriegsbedingten Evakuierung der Schüler (August 1943) entstand sie wieder am 1. Oktober 1945 als mathematisch-naturwissenschaftliches Gymnasium am alten Standort Diesterwegstraße. Am 6. September 1951 erfolgte auf eigene Veranlassung die Umbenennung zum Carl-Duisberg-Gymnasium, welcher bis heute der aktuelle Name der Schule ist. Am Standort Diesterwegstraße erfolgte Mitte der 1960er-Jahre die Erweiterung um einen Neubau an der Wupperfelder Straße.
1967 war dann die bundesweite Umstellung des Schuljahresbeginns von Ostern auf den Sommer – nach zwei sog. „Kurzschuljahren“ – auch am CDG abgeschlossen. 1968 gab es eine Premiere: anlässlich des Einmarsches von Warschauer-Pakt-Truppen in die Tschechoslowakei ordnete die Schulleitung eine durch Barmen führende Demonstration von Schülern und Lehrern während der Unterrichtsstunden an. Die Einführung der Koedukation erfolgte am CDG erst zu Beginn der 1970er Jahre – parallel mit der Schließung des benachbarten Mädchengymnasiums an der Sternstraße nach dessen Verlagerung zum Gymnasium Am Kothen.
Seit November 1977 findet der Unterricht in dem Schulkomplex an der Max-Planck-Str. 10 statt, dem Schulzentrum Ost. Die Einweihung erfolgte allerdings erst 1978.
1985 reichte die NRW-Fraktion der Grünen (heute: Bündnis 90/Die Grünen) einen Antrag zur Umbenennung des Gymnasiums zum „Armin-T.-Wegener-Gymnasium“ beim Wuppertaler Rathaus ein und begründete dies mit der Involvierung von Carl Duisberg in die Entwicklung, Produktion, Testung und Verwendung von chemischen Waffen im Ersten Weltkrieg.

In der Tat engagierte sich Duisberg als Prokurist der I.G. Farben und als Teil der Nernst-Duisberg-Kommission für die Produktion und Verwendung von Chlorgas als Kriegswaffe im Gaskrieg während des Ersten Weltkrieges und begeisterte sich für die Beimischung von Phosgen, welches aus seiner Sicht die Letalität erhöhe:
„Meiner Meinung nach sollte man […] auch die T-Hexa-Granaten an der Front ausprobieren. […] Dieses Chlorkohlenoxyd ist das gemeinste Zeug, das ich kenne. […] Die einzig richtige Stelle aber ist die Front, an der man so etwas heute probieren kann und auch für die Zukunft nicht sobald wieder Gelegenheit hat, so etwas auszuprobieren. […] Ich kann deshalb nur noch einmal dringend empfehlen, die Gelegenheit dieses Krieges nicht vorübergehen zu lassen, ohne auch die Hexa-Granate zu prüfen.“
Der Zusammenschluss der I.G. Farben produzierte später auch das Giftgas Zyklon B, welches zur massenhaften Tötung von Menschen in Vernichtungslagern eingesetzt wurde. Dies geschah allerdings gleichzeitig oder erst kurz nach Duisbergs Tod 1935, der zuvor bereits in den Ruhestand gegangen war.
Der Verein zur Erforschung der sozialen Bewegungen im Wuppertal e. V. forderte anlässlich Carl Duisbergs (* 29. September 1861) 150. Geburtstag am 29. September 2011 erneut eine Umbenennung des Gymnasiums. Er sei als Erforscher und Produzent von Giftgas und als Mitinitiator der Zwangsdeportationen von belgischen Zivilisten während des Ersten Weltkrieges als Namensgeber nicht tragbar. Wuppertals Oberbürgermeister zu dieser Zeit, Peter Jung (CDU), wurde zudem ein offener Brief der Netzwerk-Organisation „Coordination gegen Bayer-Gefahren e. V.“ mit ähnlichem Inhalt übergeben, wobei die Organisation weitergehende Vorwürfe erhebt.
In diesem Zusammenhang wurde erneut von mehreren öffentlichen Personen Stellung genommen und die Situation im Jahre 1986 vergleichend herangezogen. Laut dem ehemaligen CDG-Lehrer Dr. Wolfgang Diepenthal stimmten in der Schulkonferenz am 23. Oktober 1986 die dort anwesenden Vertreter 26:10 gegen den Änderungsvorschlag, woraufhin, laut Aussagen des ehemaligen Wuppertal Oberbürgermeister Peter Jung, dem Stadtrat eine entsprechende (negative) Empfehlung mitgeteilt wurde und dieser 1986 den Antrag ablehnte. Bezüglich der Forderung aus dem Jahre 2011 hat das CDG keine öffentlichen Angaben dazu gemacht, ob Lehrer, Eltern und Schüler befragt oder entsprechende Wahlen durch ihre Vertreter durchgeführt wurden. Allerdings wurde von der Schulleitung durchaus eine kritische Blickweise auf den Namensgeber der Schule befürwortet.
Über einen Zeitraum von zwei Jahren, von 2010 bis zum 23. Mai 2012 (Einweihung), erfolgte für etwa 36 Mio. € ein umfangreicher Umbau des Schulzentrums Ost, unter anderem zur Asbest-Sanierung und zur (weiteren) Verbesserung der Energiebilanz im Rahmen bereits vorangegangener Modernisierungsmaßnahmen, wobei der Schulbetrieb dort schon wieder ab März 2012 aufgenommen wurde. Direkt neben dem Gebäude des CDG liegt das Schulgebäude der Max-Planck-Realschule. Beide Schulen sind durch weitgehend verglaste Tunnel im ersten und dritten Stock miteinander verbunden. Gelegentlich werden Unterrichtsräume der jeweils anderen Schule zur Verfügung gestellt. Im Rahmen des Umbaus zogen die Schüler der Max-Planck-Realschule für dreieinhalb Jahre vorübergehend in das Gebäude der ehemaligen Grundschule in der Meininger Straße und angrenzende Container um, während die Schüler des CDG in dieser Zeit die Räume des Realschulgebäudes nutzten.
| Jahr | Bezeichnung                                        |
| ---- | -------------------------------------------------- |
| 1579 | Amtschule auf der Gemarke                          |
| 1861 | Barmen-Wupperfelder Filial-Realschule              |
| 1867 | Höhere Bürgerschule zu Barmen-Wupperfeld           |
| 1893 | naturwissenschaftlich-mathematische Oberrealschule |
| 1936 | Carl-Duisberg-Oberrealschule                       |
| 1945 | mathematisch-naturwissenschaftliches Gymnasium     |
| 1951 | Carl-Duisberg-Gymnasium                            |

## Die Schule heute
Gut 1400 Schüler besuchen derzeit das bis zu sechszügige Carl-Duisberg-Gymnasium; sie werden von mehr als 90 Lehrkräften unterrichtet.
Mit momentan drei Partnerschulen in Alcester (Alcester Grammar School), Aix-en-Provence (Lycée Paul Cézanne) und Košice (Gymnázium Opatovská 7) besteht ein regelmäßiger Schüleraustausch. Zudem gibt es eine vom Wuppertal Institut begleitete, institutionalisierte „Lernpartnerschaft“ zur frühzeitigen Information über die Berufswelt mit dem ortsansässigen Lackhersteller Axalta. Damit wird eine bereits seit den späten 1960ern bestehende Tradition, damals mit dem Chemiefaserproduzenten J. P. Bemberg, fortgesetzt.
Zu den Besonderheiten des CDG gehören diverse Arbeitsgemeinschaften (bspw. im musischen Bereich, für Informatik und Rechtskunde) und Projektkurse in Chinesisch und Indisch (incl. einer Reise nach Indien). Außerdem ist aus der Schule mit dem SV CDG Wuppertal ein eigenständiger Sportverein hervorgegangen, der insbesondere im Handball erfolgreich ist (Aufstieg bis in die Verbandsliga) und dessen Mannschaften seit 2004 eine Spielgemeinschaft mit Grün-Weiß Wuppertal bilden. Des Weiteren finanziert die 1929 gegründete Carl-Duisberg-Stiftung seit 1930 überwiegend Unterprimanern (heute: Schülern der Jahrgangsstufe 11) des CDG einen Studienaufenthalt am Deutschen Museum in München. Schließlich besitzt die Schule seit 1927 ein eigenes Schullandheim, das Bergheim Sulzfluh in Latschau (Vorarlberg), das 1945 vom österreichischen Staat beschlagnahmt und erst 1958 zurückgegeben wurde. Für dessen Verwaltung wurde ein eigener Trägerverein („Alpenverein Bergheim e. V.“) gegründet; bis 1993 war das Ernst-Meister-Gymnasium in Hagen-Haspe Mitnutzer.

## Schulleiter, bekannte Absolventen und Lehrer

### Direktoren
- Adolf Burmester (1861–1888)[22]
- Friedrich Kaiser (1888–1906)
- Adolf Hasse (1906–1923)
- Ernst Wilmanns (1923–1943)
- Rudolf Hochreuther (1945–1952)
- Günter Klemm (1953–1971)
- Hans Hochreuter (1971–1997)
- Antonia Dicken-Begrich (1997–2007)
- Hans-Werner Jahn (2007–2008, kommissarisch)
- Silvia Schwarz (2008–2024)
- Christoph Malz (seit 2024)

### Schüler
- Rolf Beiderbeck (* 1941), Pflanzenbiologe und Hochschullehrer
- Joachim Dorfmüller (* 1938), Musikpädagoge, Musikwissenschaftler, Pianist und Organist
- Carl Duisberg (1861–1935), Chemiker, Industrieller (I.G. Farben) und Geheimer Regierungsrat
- Albrecht Dümling (* 1949), Musikwissenschaftler und -kritiker
- Alexander Paul Friedrich Ehlers (* 1955), Jurist und Mediziner
- Heinz Finger (1948–2022), Bibliothekar und Historiker
- Ernst Peter Fischer (* 1947), Wissenschaftshistoriker und Wissenschaftspublizist
- Peter Hacks (1928–2003), Dramatiker, Lyriker, Erzähler und Essayist
- Klaus Jürgen Haller (* 1940), Hörfunk-Journalist
- Gerd Hubold (* 1950), Meeres- und Fischereibiologe
- Hans Niels Jahnke (* 1948), Mathematikhistoriker und Mathematikdidaktiker
- Sigmar Kratzin (1940–2023), Lehrer und Maler des Phantastischen Realismus
- Willfried Maier (* 1942), Politiker
- Karl Otto Mühl (1923–2020), Schriftsteller
- Gerd Osenberg (* 1937), Lehrer und Leichtathletiktrainer
- Gerhard Puttfarcken (* 1946), Airbus-Manager
- Johannes Rau (1931–2006), Politiker (SPD), achter Bundespräsident der Bundesrepublik Deutschland[23]
- Zeha Schröder (* 1968), Bühnenautor, Regisseur und Schauspieler
- Siegfried Weischenberg (* 1948), Kommunikationswissenschaftler und Soziologe
- Klaus Zentara (1936–2004), Pädagoge, Historiker, Handballspieler und -schiedsrichter

### Lehrer
- Heinrich Hahne (1911–1996), Kunstkritiker und Autor
- Otto Roche (1929–1999), Gewerkschaftsfunktionär, Gründer des Bergischen Kollegs, Dezernent im Regierungspräsidium Düsseldorf und Namensgeber des Otto-Roche-Colloquiums der Bergischen Universität[24]
- Roland Stowasser, anschließend Professor für Mathematik an der TU Berlin,[25] inzwischen emeritiert
- Thomas Pöhler (* 1966), deutscher Maler und Konzeptkünstler
- Franz-Johann Brandau (1912–1998), Maler und Grafiker